# 1978 a filmművészetben

## Események
- március 1. – Charlie Chaplin koporsóját ellopják 3 hónappal a temetése után egy svájci temetőből.
- április 3. – Az Oscar-díj 50. évfordulóját Los Angelesben sok sztár ünnepli, de a fődíj nyertese nem jelenik meg a gálán.
- április 25. – Werner Herzog, Volker Schlöndorff és más német filmrendezők egy müncheni mozi elé láncolják magukat. Így tiltakoznak az ellen, hogy az Apámuram című olasz filmet televíziós vetítése előtt az NSZK mozijaiban nem játszották.
- szeptember – George Lucas megvette a Lucas Valley Roadon található Bulltail tanyát, hogy abból megépíthesse a Skywalker tanyát.
- Az amerikai Legfelsőbb Bíróság elkészítette azon szavak listáját, melyeket nem tanácsos filmekben használni
- Az első Sundance Filmfesztivál
- november 13. – Mickey egér 50 éves.

## Sikerfilmek
Észak-Amerika
1. Grease (Pomádé) – főszereplő John Travolta és Olivia Newton-John, rendező Randal Kleiser
2. Party zóna – főszereplő John Belushi, rendező John Landis
3. Cápa 2 – rendező Jeannot Szwarc
4. Ép testben épp, hogy élek – rendező Warren Beatty
5. Hooper – rendező Hal Needham
6. Óvakodj a törpétől – rendező Colin Higgins
7. A rózsaszín párduc bosszúja – rendező Blake Edwards
8. A nagy szívás – rendező Lou Adler
9. Minden áron vesztes – rendező James Fargo
10. Kaliforniai lakosztály – rendező Herbert Ross

## Magyar filmek
- 80 huszár – rendező Sára Sándor
- Allegro barbaro: Magyar rapszódia 2 – rendező Jancsó Miklós
- Áramütés – rendező Bacsó Péter
- Cséplő Gyuri – rendező Schiffer Pál
- Drága kisfiam – rendező Makk Károly
- Dóra jelenti – rendező Bán Róbert
- Egyszeregy – rendező Kardos Ferenc
- Fordulat – rendező Gábor Pál
- Földünk és vidéke (tévéfilm) – rendező: Dobai Vilmos
- Hotel Magnezit – rendező Tarr Béla
- K. O. – rendező Rényi Tamás
- Kihajolni veszélyes! – rendező Zsombolyai János
- Krétakör – rendező Bódy Gábor
- Legato – rendező Gaál István
- Magyarok – rendező Fábri Zoltán
- Második jelenlét – rendező Jancsó Miklós
- A ménesgazda – rendező Kovács András
- Olyan mint otthon – rendező Mészáros Márta
- Philemon és Baucis – rendező Makk Károly

## Díjak, fesztiválok
- Oscar-díj (április 3.)
  - Film: Annie Hall
  - rendező: Woody Allen – Annie Hall
  - Férfi főszereplő: Richard Dreyfuss – Hölgyem, isten áldja!
  - Női főszereplő: Diane Keaton – Annie Hall
  - Külföldi film: Előttem az élet
- 3. César-gála
  - Film: Gondviselés, rendezte Alain Resnais
  - Rendező: Alain Resnais, Gondviselés
  - Férfi főszereplő: Jean Rochefort, Le Crabe-tambour
  - Női főszereplő: Simone Signoret, Előttem az élet
  - Külföldi film: Egy különleges nap, rendezte Ettore Scola
- 1978-as cannes-i filmfesztivál
- Velencei Nemzetközi Filmfesztivál
  - 1969–1978 között nem osztottak ki díjat
- Berlini Nemzetközi Filmfesztivál (február 22-március 5)
  - Arany Medve:Pisztrángok
  - Zsűri különdíja: Az eset – Ruy Guerra
  - Rendező: Georgij Dulgerov – Alkalom szüli a tolvajt
  - Férfi főszereplő: Craig Russel – Vérlázító
  - Női főszereplő: Gena Rowlands – Premier

## Születések
- február 26. - Tom Beck, német színész, énekes
- április 22. – Daniel Johns, énekes
- június 6. - Judith Barsi, amerikai színésznő
- augusztus 7. – Cirroc Lofton, amerikai színész
- augusztus 9. – Audrey Tautou, francia színésznő
- november 1. – Hámori Gabriella, színésznő
- december 18. – Katie Holmes, színésznő

## Halálozások
- január 5. – Sally Eilers, színésznő
- január 29. – Tim McCoy, színész
- január 29 – Oscar Homolka, osztrák színész
- július 12. – Makláry Zoltán, színész
- augusztus 26. – Charles Boyer, színész
- augusztus 28. – Robert Shaw, színész
- szeptember 9. – Jack Warner, hollywoodi stúdió alapító
- szeptember 22. – Lina Carstens, német színésznő
- szeptember 30. – Edgar Bergen, színész
- október 16. – Dan Dailey, színész
- október 19. – Gig Young, amerikai színész

## Filmbemutatók
- Asszony férj nélkül – rendező Paul Mazursky
- Belső terek / Szobabelsők – rendező Woody Allen
- A brazíliai fiúk – rendező Franklin J. Schaffner
- The Buddy Holly Story – rendező Steve Rash
- Damien: Ómen II – főszereplő William Holden
- Eljő a lovas – rendező Alan J. Pakula
- Éjféli expressz – rendező Alan Parker
- …És legyen igazság! – rendező Norman Jewison
- A facipő fája  – rendező Ermanno Olmi
- Girlfriends – rendező Claudia Weill
- Halál a Níluson – rendező John Guillermin
- Készítsétek a zsebkendőiteket! – rendező Bertrand Blier
- Kóma – rendező Michael Crichton
- A kövér sárkány közbelép – főszereplő Sammo Hung
- Minden áron vesztes  – rendező James Fargo
- Őrült nők ketrece – főszereplő Ugo Tognazzi, Michel Serrault, rendező Édouard Molinaro
- Őszi szonáta – rendező Ingmar Bergman
- Pretty Baby – rendező Louis Malle
- A rémület éjszakája – főszereplő Jamie Lee Curtis, rendező John Carpenter
- Superman – főszereplő Marlon Brando és Christopher Reeve, rendező Richard Donner
- A szarvasvadász – rendező Michael Cimino
- Szia, majom! – rendező Marco Ferreri
- Two Solitudes – rendező Lionel Chetwynd
- Várlak nálad vacsorára - rendező Howard Zieff